# UKW-Sender Kamenz
Der UKW-Sender Kamenz ist eine Sendeeinrichtung für UKW-Rundfunk in Kamenz am Schwarzen Weg. Der Antennenträger hat einen 50 Meter hohen, freistehenden Stahlfachwerkturm mit einer an der Spitze montierten Plattform. Er dient neben dem Richtfunk und Mobilfunk auch zur Abstrahlung der folgenden Programme:
- MDR Aktuell (93,9 MHz, 1000 W, horizontale Polarisation)[1]
- R.SA (106,2 MHz, 200 W, horizontale Polarisation)[2]